# Quake II
Pour les articles homonymes, voir Quake (homonymie).
Quake II est un jeu vidéo de tir à la première personne (FPS) développé par id Software et publié par Activision le 30 novembre 1997. Le jeu s’inscrit dans la lignée du précédent titre d’id Software - Quake - dont il reprend le moteur de jeu id Tech 2 et le système de jeu. Son scénario ne s'inscrit en revanche pas dans la trame du premier opus de la série, le joueur incarnant un soldat lors d'un débarquement massif contre une planète d'extra-terrestres hostiles, les Stroggs.

## Trame
Un générateur de trou noir menace directement l'humanité en permettant aux troupes Stroggs l'accès à la Terre. Les chefs du monde planifient une Operation Alien Overlord calquée sur le débarquement de Normandie de 1944, à savoir débarquer de nombreuses troupes sur Stroggos, la capitale Stroggs où se trouve le fameux Big Gun qui empêche un largage à plus grande échelle (au lancement de la partie s'affiche à l'écran un ordre de mission très similaire à celui distribué aux soldats américains en 1944, à ceci près qu'il se termine par la phrase: « So go forth and kick ass soldiers ! »).
De gros navires porteurs assaillent donc Stroggos, par ce qui semble être un vortex géant, et débarquent de nombreuses petites navettes personnelles. Le joueur est à bord d'une de ces navettes, et dans la cinématique d'introduction, survole la ville, décrit un large cercle autour du monstrueux Big Gun, avant de s'écraser dans une banlieue reculée, mais tout de même solidement gardée.

## Système de jeu
Cette section ne s'appuie pas, ou pas assez, sur des sources secondaires ou tertiaires indépendantes du sujet.

Pour l'améliorer, ajoutez-en, ou placez des modèles {{Source secondaire souhaitée}} ou {{Source secondaire nécessaire}} sur les passages mal sourcés. (novembre 2022)
Quake II est un jeu de tir à la première personne, le joueur se bat, arme en main. Au début du jeu le joueur est isolé, avec une arme dérisoire, un blaster, et doit se débarrasser de ses ennemis qui, heureusement, ne sont que de faibles troupes de maintien de l'ordre. Le joueur découvre au fur et à mesure que d'autres compagnons ont eu moins de chance que lui, et il pourra croiser ce qu'il en reste dans les couloirs de mort de la grande ville militaire qui couvre une grande partie de Stroggos. Tout en progressant vers le centre névralgique de la ville : le pied du Big Gun, et le centre de contrôle du générateur de Trou noir, le joueur va recevoir de nouveaux objectifs et devoir se heurter à une résistance de plus en plus consistante jusqu'à son combat contre le Makron, chef des Stroggs.

## Développement

### Équipe de développement
- Programmation : John Carmack, John Cash, Brian Hook
- Conception : Tim Willits, American McGee, Christian Antkow, Paul Jaquays, Brandon James
- Artistes : Adrian Carmack, Kevin Cloud et Paul Steed
- Bande originale : Sonic Mayhem[2]

### Musique
La bande-son du jeu original, plus orientée Heavy metal, a été composée par Sonic Mayhem. Celle de la version Nintendo 64, plus orientée Dark ambient, a été composée par Aubrey Hodges.

## Versions consoles

### Version Nintendo 64
Édité par Activision et développée par Raster Productions, sortie en 1999, cette version Nintendo 64 de Quake II offre 19 missions solo et 10 niveaux multijoueurs. Tous les niveaux solo et multijoueurs pour la N64 ont été pensés pour la console et en fonction de ses capacités. Le jeu est compatible avec l'Expansion Pak pour une meilleure résolution d'image.

### Versions PlayStation
Édité par Activision et développée par Hammerhead, sortie en 1999, cette version PlayStation de Quake II offre 20 niveaux inédits et des niveaux conçus spécialement pour le multijoueur, qui ont été pensés et créés pour la console.

## The Reckoning
La première extension du jeu, baptisée Quake II Mission Pack: The Reckoning et développée par Xatrix Entertainment, est publiée par Activision le 27 mai 1998. Celle-ci introduit une nouvelle campagne solo, d’une longueur équivalent à celle de Quake II, ainsi que de nouvelles arènes pour le mode multijoueur. Le joueur y incarne un soldat d’un commando d’élite chargé d’infiltré une cité d’aliens hostiles. Au cours de sa mission, le joueur est amené à affronter de nouvelles créatures, incluant un monstre amphibie et des variantes améliorés de monstres déjà présents dans le jeu original. Pour les combattre, le joueur dispose de nouvelles armes incluant un canon à particule projetant deux boules de feu, un canon à ion projetant des boules d’énergie ricochant sur les murs et une arme permettant d’enfermer les ennemis dans un cube. De nouveaux bonus font également leur apparition, l’un d'eux multipliant par quatre la fréquence de tir des armes,,.

## Ground Zero
Une deuxième extension, intitulée Quake II Mission Pack: Ground Zero et développée par Rogue Entertainment, est publiée en août 1998,,.

## Call of the Machine
Une version améliorée de Quake II, développée par Nightdive Studios, est sortie sur Nintendo Switch, PlayStation 4, PlayStation 5, Microsoft Windows, Xbox One et Xbox Series X/S le 10 août 2023 lors de la QuakeCon. Ce jeu rassemble la campagne solo complète, ainsi que toutes les extensions officielles précédemment sorties et des cartes multijoueurs.
Il s’agit de la première version console du jeu à être présentée en écran large natif, avec une définition de 1080p et une performance de 60 images par seconde sur les plateformes de huitième génération. Quant aux versions PlayStation 5, Xbox One X, Xbox Series X/S et Windows, elles sont en mesure de prendre en charge une définition native de 4K (3840x2160) et jusqu’à 120 images par seconde avec les écrans compatibles.
Les versions Xbox Series X/S et Windows prennent également en charge l’écran partagé à 8 joueurs. Cette version du jeu introduit également une nouvelle extension solo, intitulée Call of the Machine, conçue exclusivement pour la version améliorée par le studio MachineGames de Bethesda. Elle comprend 28 niveaux supplémentaires et une nouvelle carte Deathmatch. En bonus, la version Nintendo 64 de Quake II est également incluse dans cette version améliorée.

## Netpack I: Extremities
Une autre extension, baptisée Quake II Netpack I: Extremities, est publiée en décembre 1998. Celle-ci inclut une série de nouvelles cartes, de nouveaux modèles et de mods développés par des fans et réunie par id Software. De ce fait, le contenu du CD est disponible gratuitement.

### Extensions non officielles
En plus des extensions officielles, le jeu a également plusieurs extensions commerciales non officielles comme Juggernaut et Zaero. La première, développé par Heagames Publishing Canopy Games et publié par GT Interactive en mai 1998, ajoute notamment 26 nouveaux niveaux solo et multijoueurs, six nouveaux monstres et deux nouvelles armes,. La seconde, développée par Team Evolve et publiée par Macmillan Software en novembre 1998, inclut quatorze nouveaux niveaux et neuf nouvelles armes.

## Postérité

### Influence
Le code source de Quake II a été distribué le 21 décembre 2001 sous la licence publique générale GNU ; cependant, les autres fichiers de données (images, textures, sons…) sont toujours protégés par copyright.

### Suite
Après la sortie de Quake II, John Carmack développe un nouveau moteur de jeu, l’id Tech 3, qu'id Software utilise pour le développement de Quake III Arena qui sort le 2 décembre 1999. Contrairement à ses prédécesseurs, celui-ci se focalise sur le multijoueur, son mode solo se résumant à des affrontements contre des bots,. id Software développe ensuite un nouveau moteur de jeu, l’id Tech 4, dont ils font la démonstration avec Doom 3 qui sort en 2004. Le nouveau moteur est ensuite utilisé par Raven Software pour le développement de Quake 4, qui sort fin 2005, puis par Splash Damage pour le développement de Enemy Territory: Quake Wars qui sort en 2007,.